# Fecund Betrayal
Fecund Betrayal ist eine seit 2012 aktive Funeral-Doom-Band.

## Geschichte
Die Musiker „Nostaun“ und Dylan Taylor gründeten Fecund Betrayal in Salem, Illinois. Nachdem sie als Fecund Betrayal im April 2012 erste Promotionsaktivitäten aufnahmen, veröffentlichten beide im Oktober des gleichen Jahres mit Depths that Buried the Sea ihr Debütalbum über Metallic Media. Das Album wurde durchschnittlich aufgenommen. Gelobt wurde die konzeptionelle Ausrichtung am Cthulhu-Mythos, die sich in den von Taylor verfassten Texten, der Gestaltung des Albums und der gesamten Selbstdarstellung der Band wiederfindet. Kritisiert wurde hingegen, dass das Projekt zwar „die richtige Idee“ aufweise, aber das Produkt noch unfertig produziert und eingespielt sowie mäßig abgemischt sei, doch mit mehr Zeit und Arbeit könne die Band „etwas Hörenswerteres“ schaffen. Dieser für das Webzine Metalcrypt verfassten Rezension entgegen wurde das Album für Hatred Means War als „sehr gut klingender Atmospheric Funeral Doom“ gelobt und Fans der Spielrichtung empfohlen.

## Stil
Die von Fecund Betrayal gespielte Musik wird dem Funeral Doom zugerechnet und von Metallic Media als „trostlos und atmosphärisch“ beworben. Die Musik kombiniert ein als atmosphärisch beschriebenes Synthesizerspiel, „das der Musik auch ein Ambient-Feeling verleiht“ mit gutturalem Growling, gesprochenen Passagen und hohem Schreien, „die der Musik ein Black-Metal-Gefühl“ verleihen und einem dominanten Gitarrenspiel, das zwischen „primitiven Doom Metal“, Akustik-Passagen und melodischen Riffing variiert. Die Melodien werden als „langwierig und spannend“ beschrieben. Dabei entstünde eine düstere Atmosphäre, derweil das Tempo als „zufällig schneller und langsamer“ werdend bemängelt wird.

## Diskografie
- 2012: Depths that Buried the Sea (Album, Metallic Media)